# Thecla
Thecla es un género de mariposas de la familia Lycaenidae

## Algunas especies
- Thecla additionalis (Le Crom et Johnson, 1997)
- Thecla adenostomatis H. Edwards, 1876
- Thecla anthora Hewitson, 1877
- Thecla aruma Hewitson, 1877
- Thecla arza (Hewitson, 1874)
- Thecla atena Hewitson, 1867
- Thecla betulae (Linnaeus, 1758)
- Thecla betulina Staudinger, 1887
- Thecla bianca Möschler, 1883
- Thecla bosora Hewitson, 1870
- Thecla busa Godman et Salvin, 1887
- Thecla camissa Hewitson, 1870
- Thecla canacha Hewitson, 1877
- Thecla carnica Hewitson, 1873
- Thecla cockaynei Goodson, 1945
- Thecla conoveria Schaus, 1902
- Thecla cupentus (Stoll, 1781)
- Thecla cyanovenata D'Abrera, 1995
- Thecla denarius (Butler et Druce, 1872)
- Thecla doryasa Hewitson, 1874
- Thecla elika Hewitson, 1867
- Thecla emessa Hewitson, 1867
- Thecla empusa Hewitson, 1867
- Thecla ennenia Hewtison, 1867
- Thecla epidius Godman & Salvin, 1887
- Thecla eronos Druce, 1890
- Thecla eunus Godman & Salvin, 1887
- Thecla farmina Schaus, 1902
- Thecla foyi Schaus, 1902
- Thecla gadira Hewitson, 1867
- Thecla galliena Hewitson, 1877
- Thecla gargophia Hewitson, 1877
- Thecla gemma Druce, 1907
- Thecla hemon (Cramer, 1775) Thecla hemon
- Thecla hicetas Godman & Salvin, 1887
- Thecla hisbon Godman & Salvin, 1887
- Thecla imma Prittwitz, 1865
- Thecla laudonia (Hewitson, 1867)
- Thecla lisus (Stoll, 1790)
- Thecla lucagus Godman & Salvin, 1887
- Thecla lycabas (Cramer, 1777)
- Thecla madie Weeks, 1906
- Thecla mecrida Hewitson, 1867
- Thecla melleus Druce, 1907
- Thecla norax Godman & Salvin, 1887
- Thecla odinus Godman & Salvin, 1887
- Thecla ohyai Fujioka, 1994
- Thecla phegeus Hewitson, 1865
- Thecla philinna Hewitson, 1868

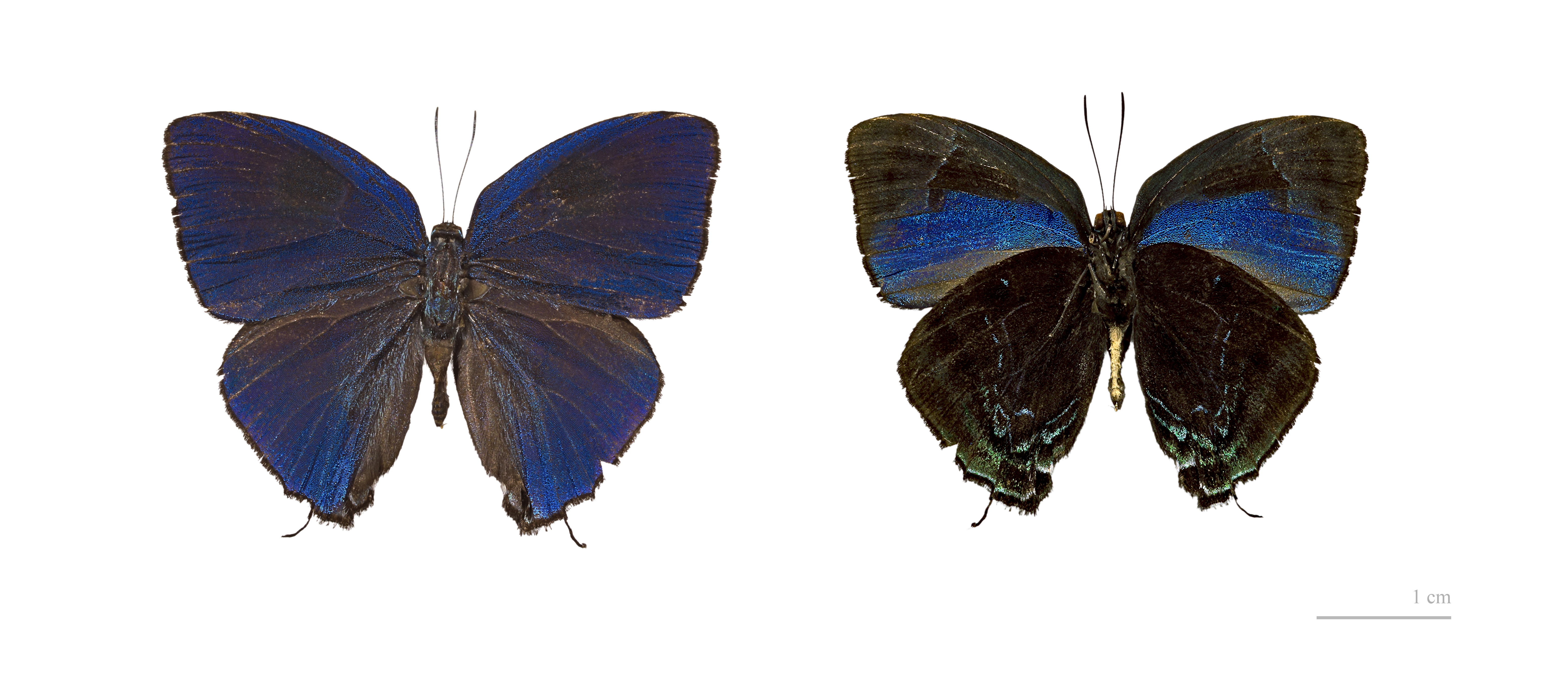
Thecla hemon

- Thecla phobe (Godman et Salvin, 1887)
- Thecla politus Druce, 1907
- Thecla proba Godman et Salvin, 1887
- Thecla seudiga Hewitson, 1874
- Thecla tarania (Hewitson, 1868)
- Thecla tarpa (Godman et Salvin, 1887)
- Thecla thabena (Hewitson, 1868)
- Thecla theocritus (Fabricius, 1793)
- Thecla thespia (Hewitson, 1870)
- Thecla thoria (Hewitson, 1869)
- Thecla undulata (Hewitson, 1869)
- Thecla verania (Hewitson, 1868)
- Thecla zava (Hewitson, 1878)